# 米蕾拉·帕什卡
米蕾拉·帕什卡（羅馬尼亞語：Mirela Pașca，1975年2月19日—），生于巴亚马雷，罗马尼亚女子竞技体操运动员。她曾代表罗马尼亚获得1992年夏季奥运会体操比赛女子团体全能银牌。